# Lluís Carratalà i Vila
Lluís Carratalà i Vila (Gràcia, Barcelona 1 de desembre de 1895 - Barcelona, 5 de juny de 1991) fou un actor professional i escultor de figures de pessebre a les hores lliures.

## Trajectòria artística d'actor
- 1930, 15 de gener. Amor en flor... de Marià Amat. Estrenada al teatre Romea de Barcelona. En el paper d'Isaac.
- 1931. L'hostal de la Glòria de Josep Maria de Sagarra. Estrenada al teatre Romea de Barcelona.
- 1932. L'alegria de Cervera de Josep Maria de Sagarra. Estrenada al teatre Romea de Barcelona.
- 1934. La plaça de Sant Joan de Josep Maria de Sagarra. Estrenada al teatre Romea de Barcelona. En el paper de Doctor Gatuelles.
- 1949. Refugi de pecadors de Lluís Elias. Estrenada al teatre Victòria de Barcelona.
- 1951, 7 de novembre. El marit ve de visita de Xavier Regàs. Estrenada al teatre Romea de Barcelona. En el paper de Doctor Queralt.
- 1953, 15 de gener. La tercera vegada de Lluís Elias. Estrenada al teatre Romea de Barcelona. (En el personatge de Barbeny)
- 1953. L'apotecari d'Olot de Frederic Soler. Refundició de Xavier Regàs i J. Queralt Gili. Estrenada al teatre Romea de Barcelona.
- 1956. L'Auca del senyor Esteve de Santiago Rusiñol. Reposició al teatre Romea de Barcelona
- 1958. El pobre d'esperit i els altres de Josep Maria de Sagarra. Estrenada al teatre Guimerà de Barcelona.
- 1960. L'hostal de la Glòria de Josep Maria de Sagarra. Reposició al teatre Romea de Barcelona.
- 1962. Senyora àvia vol marit de Josep Pous i Pagès. Reposició al teatre Romea de Barcelona.
- 1964. La dida de Frederic Soler. Reposició al teatre Romea de Barcelona.
- 1965. Història d'un mirall de Cecília A. Màntua. Estrenada al teatre Romea de Barcelona.
- 1967. Amorina d'Eduardo Borrás, versió catalana de Josep Maria Poblet. Estrenada al teatre Romea de Barcelona.
- 1969. El místic de Santiago Rusiñol. Reposició al teatre Romea de Barcelona.
- 1969. Ronyons de recanvi de Joaquim Muntanyola. Estrenada al teatre Talia de Barcelona.
- 1970. El cor del poble d'Ignasi Iglésias. Reposició al teatre Romea de Barcelona.
- 1971. La corona d'espines de Josep Maria de Sagarra. Reposició al teatre Romea de Barcelona.

## Escultor de figures de pessebre
Lluís Carratalà fou aprenent de l'escultor Josep Llimona i, després, imatger als grans tallers de Claudi Rius. Tanmateix, es va interessar més per les figures de pessebre tradicionals que recreen el món rural català dels segles xviii i xix. Carratalà admirava molt l'obra de Salvador Masdeu. Va poder adquirir una bona part dels seus motlles quan va morir i els utilitzava sobretot per fer animals de complement; també reproduïa algunes figures. Les figures de Masdeu són de tipologia clàssica pel que fa als personatges del Naixement i de tipologia hebraica pel que fa als pastors. Va ser el primer escultor de figures de pessebre que va representar els personatges de la Sagrada Família vestits amb indumentària catalana. Compongué tota classe de figures de la infància de Jesús així com les més conegudes escenes del costumari nadalenc català.
El 1949 prengué part en l'Exposició d'Art Modern Pessebrístic organitzada pel Foment de les Arts Decoratives de Barcelona, i des d'aleshores ha estat una de les persones més destacades de l'Associació de Pessebristes de Barcelona, a la que entrà el 1941 de la mà de Josep Maria Garrut i Romà. El 1988 va rebre la Creu de Sant Jordi com a degà dels pessebristes i mestre d'artesans. La seva filla Montserrat Carratalà i Molleví continua la seva obra.